# Кавалерия
Кавалерията (на италиански: cavaleria), наричана още конница, е род войски, състоящ се от яздещи войници.
Кавалеристите се бият и придвижват на своите ездитни животни, най-често коне или камили.
Това е един от основните родове войски, разпространен от древността до Втората световна война поради подвижността и способността им за внезапни и самостоятелни действия.

## Кавалерията в древността
Кавалерията първоначално се е появила като нерегулярна конница в страните от древния свят. До появяването на кавалерия, в армиите на Древен Египет, Индия, Китай и други страни са се използвали бойни колесници. Като род нерегулярни войски кавалерията първо възниква в Асирия и Урарту (IX век пр.н.е.), след това в Персия (VI в. пр.н.е.) и други държави. В персийската армия кавалерията е главен род войска и се дели на тежка, въоръжена с мечове и пики, и лека, въоръжена с лъкове и копия.
За първи път регулярна кавалерия се създава в Древна Гърция. Поради земеделската култура на елинските полиси, конните отряди са били малочислени – около хиляда ездача в най-големия град Атина. Конница са имали и другите градове, но в битките тя не е имала решаващо значение.
Най-голямо развитие в Елада кавалерията достига при Александър Македонски през IV в. пр.н.е. Кавалерията се е делила на тежка, така наречените хетайри и съюзните тесалийци, и лека спомагателна от варварските народи. Леката кавалерия извършвала разузнаване, охрана и преследвала разбития противник. Главният удар е нанасяла тежката кавалерия във взаимодействие с пехотата. Под командването на Александър Македонски кавалерията е решавала участта на всички основни сражения в Азия.
При древните римляни кавалерията е спомогателен род войска (основен е пехотата). Организационно тя е влизала в състава на легионите и се е деляла на турми – по 30 ездача. На въоръжение кавалеристите са имали копия и мечове; слабо са били обучени на езда; конят е служил главно като средство за придвижване. Кавалерията е изпълнявала основно функции по разузнаване и решаване на различни снабдителни задачи.
Високи бойни качества е имала картагенската кавалерия, изиграла важна роля при разгрома на римската армия в битката при Кана.
Силна кавалерия са имали и Партите. Бронираните напълно партски ездачи са праобраз на европейските рицари от по-късно време. В битката при Кара през 53 пр.н.е. те изиграват важна роля в разгрома на римските легиони под командването на Крас.

## Средновековие

### Рицарство
С изобретяването на стремената в края на V – средата на VI век кавалерията става главна ударна сила на бойното поле в средните векове. В Западна Европа (VIII – IX век) главно значение в боя придобива рицарската кавалерия. Въоръжени с тежко копие и меч, облечените в броня рицари (но все още не и конете), са атакували противника, построявайки се в линия или клин. Любима форма на бойния ред става пресеченият клин („свиня“), предните редове на който са от отбрани рицари. Движещата се след главния клин пехота е прикривана по фланговете и тила от 2 – 3 редици тежки рицари. Пехотата довършвала разгрома на противника, разбит от удара на плътната маса рицари.
От началото на XV век за защита на рицарите започват да се използват цялостни метални доспехи. С броня се защитават и конете. Макар и тежката, трудноподвижна рицарска кавалерия да не е способна да води маневрени действия и преследване на лековъоръжен противник, силата на удара, добрата броня и голямата инерция на засилените коне просто са прегазвали всичко, което стои на пътя им. Едва след появяването на изключително дълбоките строеве от пиконосци заедно със значителен брой войници с арбалети и аркебузи през епохата на Ренесанса, пълната хегемония на рицарите на бойното поле е прекратена.

## Поява на огнестрелното оръжие
С появата през XIV век на огнестрелното оръжие и нарастването във връзка с това на ролята на пехотата и артилерията съществено се отразява на развитието на кавалерията. В Западна Европа към края на XV век рицарската кавалерия загубва своето значение.
През XVI век на преден план започва да излиза леката кавалерия, въоръжена с огнестрелно оръжие. Това довежда до изменение на способа на водене на бойни действия от кавалерията: вместо конна атака и удар с хладно оръжие започва да се използва стрелба от коня (дълбочината на строя стига до 10 и повече реда, излизащи поредно от дълбочина на бойния ред). В XVI век в кавалерията се появяват драгуни, а по-късно и кирасири.
Голяма реорганизация в кавалерията провежда шведския крал Густав II Адолф (1611 – 1632). Кавалерията на шведите (драгуни и кирасири) в битка се е построявала в 3 – 4 реда, на 2 линии. При такова построяване кавалерия отново се превръща в мощна ударна сила, способна да извърши решителни атаки и да маневрира на бойното поле. Организационно шведската кавалерия се е състояла от кавалерийски полкове и ескадрони.
През XVII – XVIII век значително се развива и кавалерията в другите страни на Западна Европа. Нейната численост рязко нараства и съставя в ред страни 50% от състава на армията, а във Франция кавалерията е дори 1,5 пъти повече от пехотата. Кавалерия в този период се разделя на тежка (кирасири), средна (драгуни, карабинери, конногренадири) и лека (хусари, улани и лекоконни полкове). През XVII век кавалерия на всички западноевропейски армии (с изключение на шведската) продължава да използва стрелба от коня и да води атака с ниско темпо.

## Първа световна война
В началото на Първата световна война кавалерията е била единственият подвижен род войска и е съставяла 8 – 10% от числеността на армиите на воюващите коалиции. Тя е използвана за решаване на тактически (Франция и други държави) и оперативни (Германия) задачи. Действия на кавалерията по време на войната вследствие на насищането с артилерия, картечници и използването на военна авиация са слабоефективни и съпроводени с големи загуби на личния състав.
С настъпване на позиционния период на бойните действия, кавалерията като подвижен род войска практически престава да се използва. Личният състав на кавалерийските части е спешен и води бойните действия, както и пехотата, от окопи. 
Един от малкото примери за използване на големи кавалерийски сили за развиване на успеха в оперативен мащаб е Свенцанския прорив от 1915 година, в хода на който германското командване е използвало 6 кавалерийски дивизии.
След Първата световна война във връзка с развиването на механизацията и моторизацията на чуждестранните армии, числеността на кавалерията се съкращава, а към края на 30-те години в някои от страните е ликвидирана по същество. Изключение прави Полша, в която към началото на Втората световна война има 11 кавалерийски бригади.